# Return to Yesterday
Return to Yesterday é um filme de drama britânico de 1940, dirigido por Robert Stevenson, estrelado por Clive Brook e Anna Lee. Foi baseado na peça de Goodness, How Sad de Robert Morley. Foi feito em Ealing Studios.
O filme tem uma duração de 69 minutos.